# Satz von Chow
In der Mathematik ist der Satz von Chow ein Beispiel für den Zusammenhang zwischen analytischer Geometrie und algebraischer Geometrie.
Der Satz besagt, dass ein abgeschlossener analytischer Unterraum des komplexen projektiven Raumes {\displaystyle \mathbb {C} P^{n}} eine Untervarietät des {\displaystyle \mathbb {C} P^{n}} sein muss. Ein analytischer Unterraum, der in der Standardtopologie abgeschlossen ist, ist also auch in der Zariski-Topologie abgeschlossen.
Der Satz ermöglicht es, Methoden der klassischen algebraischen Geometrie zum Studium beliebiger analytischer Unterräume zu verwenden.
Der Satz wurde 1949 von Chow bewiesen, der Beweis 1953 von Remmert und Stein vereinfacht, bevor ihn Serre 1956 als Folgerung seines GAGA-Prinzips (Géométrie Algébrique et Géométrie Analytique) erhielt.
Einige Anwendungen:
- Durch Anwendung auf den Funktionsgraphen erhält man, dass jede holomorphe Abbildung einer kompakten projektiven Varietät in eine algebraische Varietät ein algebraischer Morphismus ist.
- Jede meromorphe Funktion {\displaystyle f\colon \mathbb {C} P^{n}\to \mathbb {C} P^{n}} ist rational.
- Mit dem Satz von Chow kann man aus der analytischen Einbettbarkeit in einen {\displaystyle \mathbb {C} P^{n}} folgern, dass jede kompakte riemannsche Fläche eine algebraische Kurve ist.